# オモロキ
株式会社オモロキ（英: OMOROKI, INC.）は、静岡県熱海市に本社を置く日本の企業。企業CMなどの映像の企画・制作やWebサービスの企画・制作・運営を行う制作プロダクションである。
慶應義塾大学総合政策学部（奥出直人研究会）を卒業し、日本テレビに2年間勤めていた鎌田武俊が設立したベンチャー企業。なお鎌田は2010年より2015年まで熱海市議会議員を兼務（2期）。

## 運営サービス

### ボケて (bokete)
写真やテキストを投稿するオンラインサービス。写真とテキストで、いわゆる「ボケ」を表現する所が最大の特徴である。2008年9月サービス開始。2012年に入ってNAVERまとめなどの外部サイトからの流入によりページビューが急上昇している。